# 吉拉米代部落
吉拉米代部落（阿美語：Cilamitay），位於臺灣花蓮縣富里鄉豐南村5至24鄰，部落族群以阿美族為主:444。

## 部落名稱與歷史
清末年間，阿美族人自富源、關山、東河、都壢等地，循溪來到鱉溪南岸定居，因此處有巨大楓樹，樹根大到可以做為橋樑，故稱呼此地為「吉拉米代（Cilamitay）」，意指「那裡的（Ci-__-ay）大樹根（Lami）」。七十多年前，族人覺得聚落離耕地太遠，才又搬遷至目前的位置。

## 觀光
- 吉拉米代教會
- 吉哈拉艾文化景觀區
  - 因吉拉米代部落鄰近山上有六條於日治時期開鑿的百年水圳，藉以灌溉著層層疊疊的稻田，而被花蓮縣政府公告登錄「吉哈拉艾文化景觀區（Cihalaay Cultural Landscape Area）」[5]:04，更榮獲聯合國世界旅遊組織（World Tourism Organization）「2016全球百大綠色旅遊地選拔」（2016 Green Destinations Top 100）的殊榮[6]。
- 小天祥
- 女鬼瀑布

## 交通
- 於台23線進入
- 花82線鄉道

## 教育
- Cilamitay阿美族實驗小學（原花蓮縣永豐國民小學）

## 外部連結
- 吉哈拉艾—— 與山林共存的部落智慧 農傳媒 （页面存档备份，存于）
- 花蓮縣富里鄉豐南村吉哈拉艾文化景觀 國家文化資產網 （页面存档备份，存于）